# هارولد جک بلوم
هارولد جک بلوم (انگلیسی: Harold Jack Bloom؛ زاده ۲۶ آوریل ۱۹۲۴ درگذشته ۲۷ اوت ۱۹۹۹) یک فیلم‌نامه‌نویس، و تهیه‌کننده تلویزیونی اهل ایالات متحده آمریکا بود.
بلوم در ۲۷ اوت ۱۹۹۹ در سن هفتاد و پنج سالگی بر اثر سرطان درگذشت.